# 佩尔吉内-瓦尔达诺
佩尔吉内-瓦尔达诺（義大利語：Pergine Valdarno），原为意大利托斯卡纳大区阿雷佐省的一个市镇。总面积46.64平方公里，人口3255人，人口密度69.8人/平方公里（2009年）。ISTAT代码为051028。
2018年1月1日，佩尔吉内-瓦尔达诺和拉泰里纳市镇合并为新的拉泰里纳-佩尔吉内-瓦尔达诺市镇。佩尔吉内-瓦尔达诺从而成为新市镇的一个分区。